# Рудоуправління Першотравневе
48°08′00″ пн. ш. 33°31′34″ сх. д. / 48.133333333333° пн. ш. 33.526111111111° сх. д.

Копри шахт Першотравнева 1-2

Рудоуправління Першотравневе — історичне підприємство з видобутку та переробки залізних руд у місті Кривий Ріг, Дніпропетровська область, Україна. Входило до складу ПО «Кривбасруда», на середину 2010-х — цех підземного видобутку Північний ГЗК.
Шахти «Першотравнева-1» і «Першотравнева-2» входили до складу рудоуправління і розробляли однойменне родовище магнетитових кварцитів. 1 січня 1995 вони були об'єднані в шахту «Першотравнева».
У 1997 році через нестачу коштів на оновлення обладнання та розробки нових горизонтів шахта «Першотравнева» була законсервована, а в 1998 виділена зі складу об'єднання.
Будучи структурним підрозділом «Кривбасгідрозахисту», шахта під назвою «Першотравнева-дренажна» здійснювала відкачування води для запобігання повного затоплення північно-східного пласту залізорудного басейну.
На середину 2010-х шахта «Першотравнева» входить до складу ВАТ «ПівнГЗК», як цех підземного видобутку руди. Основний обсяг промислових запасів родовища зосереджений в покладах «Південний» і «Північний». Розробка корисних копалин підземним способом на середину 2010-х не проводиться. У перспективі, запаси родовища зосереджені в межах покладу «Південний» плануються відпрацювати комбінованим відкрито-підземним способом за єдиною геотехнологічною системою «кар'єр-шахта».
До Першотравневого рудоуправління входили: 2 експлуатаційні шахти, дробильно-збагачувальна фабрика, механічні майстерні, енергетичне тощо.
Першотравневе родовище розташоване в північній частині Саксаганської смуги Криворізького залізорудного басейну. Видобуваються багаті руди (в основному амфіболіто-магнетитові) і бідні (залізисті кварцити — амфіболіто-магнетитові, егириніт-магнетитові і амфібол-гематит-магнетитові). Головний рудний мінерал — магнетит; другорядний — гематит і гетит. Балансові запаси багатих залізних руд за категоріями А + В + С1 74 млн т з вмістом Fe 51,4 % і бідних — 675700000. т з вмістом Fe 39,2 % (1986).
Родовище розкрите на флангах головними вертикальними допоміжними і вентиляційними стволами. Рудопідйомні стволи шахт «Першотравнева-1» і «Першотравнева-2» обладнані баштовими копрами з багатоканатними підйомними установками і скипами. Глибина гірничих робіт 920 м (1986). Система розробки — поверхова примусове обвалення з відбійкою руди глибокими свердловинами. Висота поверху 70 м. Блоки що відпрацьовані розташовуються за хрестпростяганням. Втрати руди 20,65 %, разубоживання 10,08 %.

## Ресурси Інтернету
- MiningWiki — свободная шахтёрская энциклопедия(рос.)
- Освітній портал Рудана